# Minds
Minds 是一種基於区块链所打造的社交網路平台，是一種另类科技。 使用者可以透過使用 Minds 來賺錢或賺取加密貨幣，其代幣可被用於增加其帖子曝光度或是為讓使用者對群眾進行眾籌。
Minds 與其他目前的主流社交媒體網絡相比，將更加注重個人隱私。 Engadget and Vice雜誌 曾批評 Minds 的優勢在於其極右派的用戶和極右派的內容。

## 歷史
Minds 由 Bill Ottman 和 John Ottman 於2011年共同創立，是Facebook等社交網路平台的替代品，創始人認為Facebook通過“監控，數據挖掘，算法操縱和無共享收益”侵害了使用者的權力。其他共同創始人是 Mark Harding，Ian Crossland 和 Jack Ottman。Minds 於2015年6月開始公開營運。
駭客團體匿名者曾於 2015 年在他們的 Facebook 頁面公開鼓勵其追蹤者轉向支持 Minds，並呼籲世界上所有的軟體開發人員為該服務的開源程式碼計畫做出貢獻。
在2018年，超過15萬名越南用戶加入Minds，因為他們擔心Facebook會遵守一項新法律，要求他們刪除政治異議並將用戶數據發布給越南政府。從2020年5月開始，超過25萬泰國用戶加入了Minds，在這之前泰國人民越來越擔憂Twitter上的隱私問題，因為該隱私問題會讓泰國民眾進行政治活動時造成不利影響。 這也導致 Minds 將其手機應用程序添加泰語支持，並升級服務器以處理流量的湧入。
Minds與Daryl Davis合作進行了一項名為“ 改變思想”的去激進化計畫。Davis是一位節奏藍調音樂家，他與三K党成員互動，試圖說服他們離開並拒絕該團體。Davis曾說過，他希望能夠利用Minds來教人們即使彼此持反對意見，也要如何文明地交流。

### 資金
2013年，Minds籌集了350,000美元。該服務隨後透過CF規則的股權眾籌活動籌集了100萬美元。2018年10月，Minds從Overstock.com的子公司Medici Ventures籌集了600 萬美元的A輪融資。Overstock.com的創始人兼首席執行長Patrick M. Byrne加入了Minds的董事會。他後來由Medici Ventures的總顧問Stanton Huntington接任。

## 服務
Minds可以透過直接連結網站使用，也可透過桌面应用程序和手機應用程序進行操作。
 平台會根據用戶與網站的互動程度向其用戶發送以太坊加密貨幣代幣，用戶可以花費代幣用來推廣其內容或通過每月訂閱對其他用戶提供眾籌。代幣也可以購買和兌換為標準貨幣。 Minds提供按月付費訂閱，使用戶可以訪問專有內容，或是能讓帐户认证，以及從自己的摘要中移除其他付費廣告的能力。 
與許多主流平台不同，許多主流平台使用更複雜且通常為機密的排名算法來確定出現哪些帖子，因此，Minds 上的帖子的顯示順序僅僅是依靠時間從新到舊顯示。
Minds與其他服務（包括Parler，Gab，BitChute和MeWe）一起被描述為一個另类科技平台。

### 隱私和安全性
Minds 被認為能比其他競爭對手更能保護使用者的隱私。用戶之間發送的所有消息都是端到端加密的，這意味著即使是在 Minds 公司工作的人也無法閱讀其內容。 Minds也是開源的，因此可以自由檢視其程式碼是否存在漏洞或其他隱私問題。 使用者可以選擇是否要匿名註冊。
2015年，一位應用程序安全顧問在“Full disclosure”郵件列表中發布了消息，稱 Minds 客戶端接受的加密密鑰未經任何身份驗證，並且Minds使用其自己研發的弱加密協議。同一周的幾天前，一家網路安全公司已經發布了完整的披露信息。報告聲稱他們發現他們有可能刪除任何訊息，編輯任何用戶的個人資料以及將任意文件上傳到Minds。Minds的CTO Mark Harding否認了郵件列表中的聲明。約翰·霍普金斯大學信息安全學院的一名安全研究人員同意，Minds 使用的加密功能很弱，他說儘管不一定可以破解，但“我對他們能正確使用加解密方法並不樂觀。” Minds的首席執行長Bill Ottman承認該安全公司的全部披露中所報告的問題，並表示該 Minds 已解決了這些問題。

### 用戶
Minds 告訴商业内幕，Minds 在2015年的訪問量為6000萬。 连线雜誌說，2018年Minds總共擁有100 萬用戶，其中11萬人在一個月內處於活躍狀態。 到2020年5月，Minds報告擁有250 萬註冊用戶和每月30萬個活躍用戶。 在2021年1月，Parler（另一個替代技術社交網絡）被其託管者亚马逊云计算服务被迫下線後，該站點的前用戶開始遷移到包括Minds在內的其他替代技術社交網絡。

### 內容
於2018年 TechCrunch 的一場採訪中，創始人兼首席執行長Bill Ottman說，Minds 的使命是“互聯網自由與隱私，透明度，合法的言論自由及使用者的自制。” Minds 與更主流的社交網絡相比，人們對刪除令人反感的內容不那麼嚴格。 Minds 的服務條款禁止人肉搜尋，煽動暴力，發布恐怖主义內容以及直接騷擾其他用戶。 一篇2018年在 Wired 的文章指出仇恨言論並沒有被禁止，並報告說：“ Minds 上的絕大多數內容都是無害的，但是確實有帖子會被其他平台認定成仇恨言論。” Ottman 表示，他反對刪除仇恨言論和其他令人反感的內容，因為他認為仇恨言論和其他令人反感的內容可以引起更多關注，而他反對貶低極端分子，因為他認為這樣做只會將人們推向互聯網中其他“更黑暗的角落”。
繼2018年2月 Ottman 在福斯新聞頻道的節目 Tucker Carlson Tonight 中現身後，非營利組織 美國媒體問題組織 指摘 Minds“充滿偏見”，並描述該網站的內容，種族歧視，反犹太主义和仇女。 同樣在2018年，Engadget的作家寫了一篇關於網站維護自由言論的承諾的隱憂，他寫道：“直到您調查平台上最受歡迎的頻道後，您才開始思考，什麼樣的言論自由和辯論會讓 Minds 興起保護的念頭。網站的明星主要是極右派的知識分子但底下的辯論似乎都是一面倒的。如果你想知道用佩佩蛙頭像的用戶已經遷移到哪？他們就在這裡。事實上，Minds的一般主流貼文為種族仇恨，槍支色情，白人至上情色和很多很多的大麻。” Vice雜誌 批評 Minds 在2019年是新納粹主義和極右派團體與個人的“避風港”。  為了回應2019年的指控，該網站禁止了幾名新納粹分子和其他仇恨集團的人。

### 審核
在2018年，Minds有一個小隊人負責監管網站上的內容，並且沒有使用人工智能來嘗試檢測違反網站服務條款的內容。在2019年5月，Wired 寫到 Minds 的審核小組只有“大約5個人”，並且該公司正在組建一個“陪審團制度”，該制度將根據用戶的投票刪除內容。 在2019年8月，Ottman向NPR表示，他們最近推出了陪審團制度，該制度允許那些對其內容進行審查感到不公平的用戶訴諸由其他用戶組成的隨機選擇的12人陪審團。

## 參看條目
- 社交网络网站列表
- 8chan
- Gab
- Parler
- Voat

## 外部連結
- 官方网站